# Aurora (kommun i Brasilien, Ceará, lat -7,00, long -38,97)
Aurora är en kommun i Brasilien.   Den ligger i delstaten Ceará, i den östra delen av landet, 1 400 kilometer nordost om huvudstaden Brasília. Antalet invånare är 24 573. Arean är 886 kvadratkilometer.
Terrängen i Aurora är varierad.
Följande samhällen finns i Aurora:
- Aurora

Omgivningarna runt Aurora är huvudsakligen savann. Runt Aurora är det glesbefolkat, med 18 invånare per kvadratkilometer.